# المسؤولية عن الهولوكوست
تُعتبر المسؤولية عن الهولوكست موضوعًا مثيرًا للجدل التاريخي الممتد طوال عقود عدة. يُعرف الجدل القائم بخصوص أصل الهولوكوست بالتضاد بين الوظيفية والقصدية. يحاجج متبنّو المقاربة القصديّة مِن أمثال لوس داودوفيتش أن أدولف هتلر خطّط لإبادة الشعب اليهودي مبكرًا منذ العام 1918، وأشرف بنفسه على تنفيذ المخطط. رغم ذلك، يُفيد متبنّو المقاربة الوظيفية مثل راؤول هيلبيرغ أن خطط الإبادة تطوّرت وفقًا لعدة مراحل، نتيجة لمبادرات اتخذها موظفون بيروقراطيون ردًا على بعض إخفاقات السياسة. إلى حد كبير، فقد حُسم الجدل نظرًا لتسليم المؤرخين بأنه لكلّ مقاربة ما يسندها.
تقع المسؤولية الكبرى بتسبّب الهولوكوست على عاتق هتلر وقيادة الحزب النازي، ولكن عمليات اضطهاد اليهود، والغجر، وغيرهم قد نفّذتها قوات شوتزشتافل (الإس إس)، والجيش النازي، ومواطنون ألمان عاديون، إضافة إلى متعاونين من الحكومات الأوروبية، بمَن فيهم جنود ومدنيّون. أسهمت مجموعة عوامل في تهيئة البيئة المواتية لارتكاب تلكم الفظائع عبر القارة الأوروبية بأسرها، متراوحةً من أعمال العنصرية العامة (بما فيها معاداة السامية)، إلى الكراهية الدينية، إلى الطاعة العمياء، إلى الانتهازية السياسية، إلى العسف، إلى الاستغلال، إلى كراهية الأجانب.

## التفسيرات التاريخية والفلسفية
أدت فداحة الهولوكوست إلى الاستفاضة في تحليل ظاهرتها. تميزت الهولوكوست باعتبارها مشروع إبادة صناعيّ. قادت هذه الخصيصة بعض الكتاب مثل إنزو ترافيرسو إلى القول في كتابه أصول العنف النازي بأن معسكر الاعتقال أوشفتس لم يكن سوى نتاجًا للحضارة الغربية الممتدّ من الاضطهاد الديني والعنصري من القرون الوسطى والذي أدى بدوره إلى «نوع خاص من الوصمة... استُعيد تمُثّلها في ضوء الحروب الكولونيالية والمذابح العرقية». استفتتح ترافيرسو كتابه بتقديم وصف للمقصلة، والتي اعتبرها إرهاصة ولوج الثورة الصناعية في مرحلة تنفيذ عقوبة الإعدام، ويذكر: «لسخرية التاريخ، فإن نظريات فريدريك تايلور» قد طُبقت على يدي نظام شمولي لتخدم هدفًا «لا علاقة له بالإنتاج، بل بالإبادة».
يزعم كتّاب آخرون مثل راسل جيكوبي أن الهولوكوست هي نتاجٌ خاص بالتاريخ الألماني بجذورها الضاربة في المجتمع الألماني، التي شملت «السلطوية الألمانية، والليبرالية المتضعضعة، والقومية الرعناء، وحسّ طاغٍ بمعاداة السامية. بإمكاننا النظر إلى كتاب إيه جي بي تايلور مسار التاريخ الألماني المنشور قبل خمسين عامًا وكتاب دانيال غولدهاغين المثير للجدل، جلّادو هتلر العنيدون، يمكن فهم النازية بوصفها نتيجة لتاريخ طويل من الخصائص القومية الألمانية المتفرّدة». مع ادعاء البعض أن خصوصية الهولوكوست جاءت من معاداة السامية التي واجهها اليهود منذ نشوء الديانة المسيحية، فإن المؤرخ جورج موسه يجادل أن الشكل المتطرف من العنصرية الأوروبية والتي أدت إلى وقوع الهولوكوست لم يتضح تمامًا سوى في القرن الثامن عشر. يحاجج آخرون بأن النظريات العرقية المبنية على العلوم الزائفة قد طُورّت لتبرير تفوق البيض، وأنها ترافقت مع الاعتقاد الدارويني بالبقاء للأصلح، ومفاهيم تحسين النسل، والنقاء العرقي –وخصوصًا ضمن المجتمع العلمي الألماني. 

## التفويض
يشمل سؤال المسؤولية الكاملة عن الفظائع المرتكبة في عهد النظام النازي يشمل الأقلية التي كانت في موقع القيادة، ومن بينهم أدولف هتلر على وجه الخصوص. في أكتوبر 1939، فوض هتلر أول عملية نازية للقتل الجماعي بحق أولئك الذين أطلق عليهم تسمية «غير المرغوب فيهم» في برنامج تي-فير للقتل الرحيم. سمّى النازيون هؤلاء الأفراد «حيوات غير مستحقة للعيش». قبل انتهاء العمل ببرنامج القتل الرحيم في ألمانيا ذاتها، كان النازيون قد قتلوا ما بين 65.000 إلى 70.000 فردًا. يدعو المؤرخ هينري فريدهاندلر تلك الحقبة التي قُتل فيها ما يزيد عن 70،000 شخصًا بالغًا بـ«المرحلة الأولى» من برنامج تي-فير بما أن البرنامج والقائمين عليه قد عجّلوا في وقوع الهولوكوست. في مرحلة ما بين أواخر يونيو 1940 عند بدء التخطيط لعملية بارباروسا ومارس 1941، أقر هتلر قرارات بإعادة تفعيل وحدات القتل آينزاتسغروبين (لا تمكّننا السجلات التاريخية من استقاء خلاصات ثابتة بخصوص التاريخ الأكيد). شجّع هتلر على قتل وحدات آينزاتسغروبين ليهود أوروبا الشرقية في خطاب ألقاه في يوليو 1941. تشير الدلائل أنه في خريف العام 1941 اتفق زعيم الرايخ-إس-إس هاينريش هيملير مع هتلر على خطة مبدئية تقتضي بالإبادة الشاملة ليهود أوروبا بالغاز، إذ أمر هتلر بشكل صريح «باستئصال اليهود» في خطاب له في 12 ديسمبر 1941. وفي تلك المرحلة كانت المجتمعات اليهودية في دول بحر البلطيق قد استؤصلت عمليًا. لتسهيل عمليات التعاون داخل الحكومة في تنفيذ ما سُمي بـ«الحل النهائي للمسألة اليهودية»، عُقد مؤتمر فانزي بالقرب من برلين في 20 يناير 1942، بحضور 15 مسؤولًا رفيعًا، يقودهم راينهارد هيدريش وأدولف آيشمان؛ وتقدّم سجلّات ذلك المؤتمر أوضح دليل على التخطيط الحكومي المركزي للهولوكوست. بعد خمسة أسابيع وفي 22 فبراير، وُثّق حديث هتلر مع أقرب معاونيه: «لن نستردّ عافيتنا سوى بإبادة اليهود».

### معرفة الحلفاء بفظائع الواقعة
حاولت أكثر من 300 منظمة يهودية تقديم معلومات للرئيس الأمريكي فرانكلين روزفلت بخصوص اضطهاد اليهود في أوروبا، ولكن التنوع الإثني والثقافي للمهاجرين اليهود في أمريكا وغياب سلطتهم السياسية في الولايات المتحدة حال دون قدرتهم على التأثير في السياسة الأمريكية. فشلت عدة استراتيجيات، منها فداء اليهود بعد عملية آنشلوس العسكرية في العام 1938، ويُعزى الفشل ذلك إلى مجموعة من العوامل، ناهيك بعدم رغبة أو عدم مقدرة الجاليات اليهودية في الولايات المتحدة على تقديم الدعم المالي لأخوانهم في المحنة. يوجد دليل واضح بخصوص اطّلاع وينستون تشرتشل على تقارير استخبارية مستمدة من مراسلات ألمانية مشفرة في أغسطس 1941، إذ قال تشرتشل:
«تعرّضت مقاطعات بأكملها للإبادة. تنفّذ وحدات الشرطة الألمانية ألوف عمليات الإعدام بدم بارد بحق المواطنين الروس الذين يدافعون عن ترابهم الوطني. منذ الغزو المغولي لأوروبا في القرن السادس عشر، لم يحدث ثمة مذابح وحشية ممنهجة على هذا النطاق الواسع، أو قريبًا من هذا النطاق».

-وينستون تشرتشل، 24 أغسطس 1941.
خلال السنوات الأولى للحرب، نشرت الحكومة البولندية في المنفى وثائقًا ونظمت اجتماعات لنشر الأخبار بخصوص مصير اليهود (راجع تقرير ويتولد بيلكي). في صيف العام 1942، تسلّم ليون فاينر، وهو قائد منظمة عمالية يهودية (ذا بوند)، تسلّم خبرًا مفاده أنه 700،000 يهودي بولندي قد لقيوا حتفهم. نشرت الديلي تيليغراف الخبر في 25 يونيو 1942، وأخذت البي بي سي الخبر على محمل الجدّ، في حين شكّت وزارة الخارجية الأمريكية بمصداقيته.
في 10 أغسطس 1942، وصف تلغراف ريغنر المبعوث إلى نيويورك الخطة النازية لقتل جميع اليهود في البلدان التي يحتلونها عبر ترحيلهم إلى معسكرات اعتقال في الشرق، لكي يُبادوا بضربة واحدة، وعلى الأرجح عبر سيانيد الهيدروجين، وذلك بدءًا من خريف 1942. نشر ستيفين وايس من كونغرس اليهود العالمي التلغراف أعلاه في الولايات المتحدة في نوفمبر 1942 بعد انتظار طويل للتحصل على إذن الحكومة بالنشر. أدى نشر الوثيقة إلى تحرك المنظمات اليهودية للضغط على الرئيس روزفلت للتدخل في صالح اليهود الأوروبيين، والذين كان قد حاول العديد منهم الدخول إلى بريطانيا أو الولايات المتحدة.
كما وصلت التقارير إلى فلسطين بخصوص الفظائع الألمانية بحق اليهود في خريف العام 1942. تلقى الحلفاء تقارير شهود عيان مفصلة من مقاتل في المقاومة البولندية والذي أصبح بروفيسورًا فيما بعد، يان كراسكي. في 10 ديسمبر 1942 نشرت الحكومة البولندية في المنفى تقريرًا قوامه 16 صفحةً موجهًا لحكومات دول الحلفاء بعنوان الإبادة الشاملة لليهود في بولندا تحت الاحتلال الألماني.